# Arres
Arres là một đô thị trong tỉnh Lleida, cộng đồng tự trị Cataluña Tây Ban Nha. Đô thị Arres có diện tích là 11,53 ki-lô-mét vuông, dân số năm 2009 là 68 người với mật độ 5,9 người/km². Đô thị Arres có cự ly km so với tỉnh lỵ Lleida.